# Ay Chico (Lengua Afuera)
"Ay Chico (Lengua Afuera)" là đĩa đơn thứ hai trong album phòng thu El Mariel của nam ca sĩ nhạc rap Pitbull. Ca khúc được sản xuất bởi Mr. Collipark và đã lọt vào bảng xếp hạng Billboard Hot 100 của Mỹ tại vị trí thứ 92.

## Xếp hạng
| Chart (2006–07)                    | Peak Position |
| ---------------------------------- | ------------- |
| US Billboard Hot 100               | 92            |
| US Billboard Hot R&B/Hip-Hop Songs | 99            |
| US Billboard Rap Songs             | 19            |